# Jan Hnátek
Jan Hnátek (9. prosince 1865 Daliměřice u Turnova – 10. února 1923 Praha) byl český lékař, internista a patolog, vysokoškolský profesor, odborný autor a pedagog, který v Praze vedl vlastní soukromou kliniku.

## Život

### Mládí a praxe
Narodil se v Daliměřicích, pozdější součásti města Turnova, do rodiny Aloise a Antonie Hnátkových. Po vychození obecné školy a gymnázia vystudoval Lékařskou fakultu Karlo-Ferdinandovy univerzity v Praze, mj. u profesora Emericha Maixnera. Odpromoval roku 1889, následně se usídlil v Praze, kde pracoval nejprve jako asistent patologického ústavu, v letech 1893 až 1896 pak působil jako asistent lékařské interní kliniky. Roku 1898 habilitoval z oborů patologie a vnitřního lékařství a následně si v Praze zřídil soukromou praxi s tímto zaměřením.
Na své klinice angažoval také některé z prvních českých lékařek, tedy v době kdy byla stále velká většina lékařů k zapojování žen skeptická. Působila zde mj. druhá vystudovaná česká lékařka Růžena Machová.

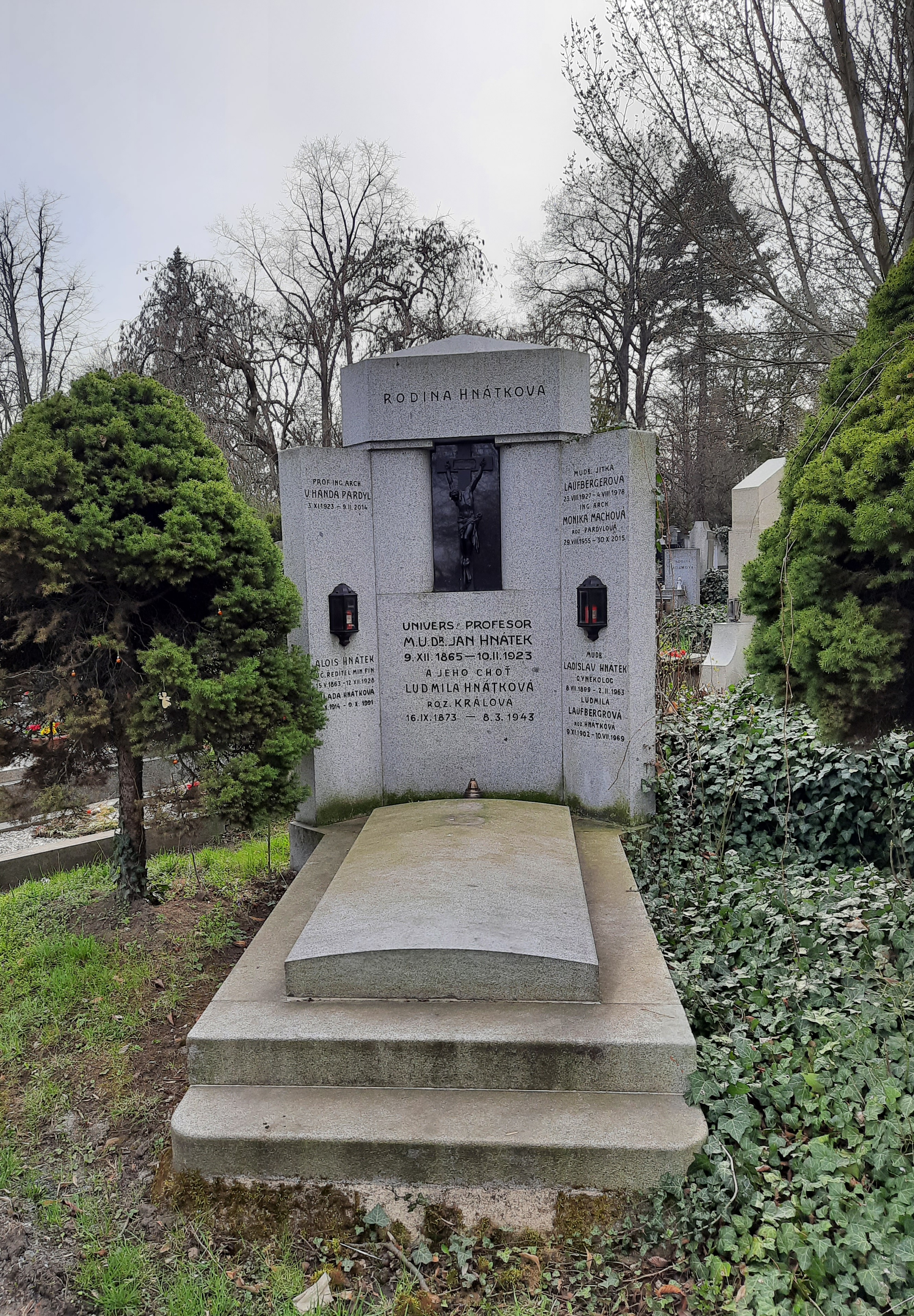
Hrobka rodiny Hnátkovy na Vinohradském hřbitově

Okolo roku 1908 působil jako internista na české univerzitní poliklinice v pražské Myslíkově ulici. V období první světové války působil jako ředitel vojenské nemocnice v Písku. Roku 1920 byl pak jmenován skutečným mimořádným profesorem.
Byl rovněž autorem oborové literatury, ve svých odborných pracích se zabýval například problematikou povahy bolestí břicha či hlavy aj. Podílel se rovněž na zřízení Fondu k léčení chudých studentů stižených tuberkulózou.

### Úmrtí
Jan Hnátek zemřel 10. února 1923 v Praze ve věku 57 let. Pohřben byl v rodinné hrobce na Vinohradském hřbitově.

### Rodinný život
Oženil se s Ludmilou Královou z Hrubého Rohozce (1873–1943), se kterou počali syna Ladislava a dceru Ludmilu.
Jeho syn Ladislav Hnátek vystudoval medicínu a působil jako gynekolog.